# Katalin Kristo
Katalin Kristo (* 1. Dezember 1983 in Miercurea Ciuc) ist eine ehemalige rumänische Shorttrackerin. Sie nahm zwischen 2002 und 2010 an drei Olympischen Spielen teil und war jeweils die einzige rumänische Teilnehmerin im Shorttrack.
Ihre ersten internationalen Auftritte bestritt sie im Jahr 2000. Sie nahm zunächst an der Juniorenweltmeisterschaft teil und erreichte als bestes Resultat über 1500 m das Halbfinale, später startete sie erstmals auch im Erwachsenenbereich bei der Europameisterschaft in Bormio, wo sie jedoch die Vorläufe nicht überstehen konnte. Im Januar 2001 debütierte sie schließlich in Trnava im Weltcup und erreichte bei ihrem ersten Weltcuprennen über 1500 m das Halbfinale. In der gleichen Saison nahm sie schließlich auch an ihrer ersten Weltmeisterschaft im Erwachsenenbereich teil, schied dort aber in ihren Vorläufen aus.
Eine komplette Saison bestritt Kristo erstmals 2001/02. Sie nahm an allen sechs Weltcups teil und konnte dabei zweimal das Halbfinale über 1500 m erreichen. Auch bei der Europameisterschaft in Grenoble war der Einzug ins Halbfinale über 1500 m ihr bestes Resultat. Kristo qualifizierte sich für die Olympischen Spiele in Salt Lake City, wo sie die jüngste Teilnehmerin im rumänischen Team war. Sie startete über alle drei Einzeldistanzen, schied aber jeweils nach dem Vorlauf aus. In den folgenden Jahren nahm Kristo an keinen weiteren Weltcups teil und startete nur bei den internationalen Titelkämpfen, die in Europa stattfanden, jedoch ohne sich in den Ergebnissen zu verbessern. Erst zum Ende der Saison 2004/05 trat Kristo wieder bei zwei Weltcuprennen an. Ihren besten Saisonergebnisse errang sie bei der Europameisterschaft in Turin und der Weltmeisterschaft in Peking, wo sie jeweils ins Halbfinale über 1500 m einzog. Kristo bestritt die komplette olympische Saison 2005/06. Bei den vier Weltcups blieben zwei Viertelfinalteilnahmen ihre besten Resultate. Erfolgreicher lief die Europameisterschaft in Krynica-Zdrój, wo Kristo über 1000 m und 1500 m ins Halbfinale einzog. Sie nahm in Turin an ihren zweiten Olympischen Spielen teil und startete erneut in allen drei Einzelwettbewerben, schied aber in den Vorläufen aus.
In der folgenden Saison 2006/07 nahm Kristo nur an einem Weltcup teil, wo sie ebenso das Halbfinale über 1500 m erreichte wie zum Saisonabschluss bei der Weltmeisterschaft in Mailand. Die Saison 2007/08 bestritt Kristo dann wieder komplett. Sie erreichte jedoch bei keinem der sechs Weltcups und auch nicht bei der Weltmeisterschaft in Gangneung ein Halbfinale. Ihre besten Saisonresultate bildeten die Halbfinalteilnahmen über 1000 m und 1500 m bei der Europameisterschaft in Ventspils. Kristo konnte sich auch in der Saison 2008/09 bei vier Weltcupteilnahmen nicht steigern und verpasste die Teilnahme an der Welt- und Europameisterschaft. In ihrer letzten Saison 2009/10 nahm Kristo an allen vier Weltcups teil, konnte aber als bestes Resultat nicht mehr als eine Viertelfinalteilnahme über 1500 m verbuchen. Über diese Distanz qualifizierte sie sich jedoch für ihre dritten Olympischen Spiele in Vancouver, wo sie dann aber im Vorlauf ausschied. Nach den Spielen beendete Kristo ihre aktive Karriere.